# Michael Thiele (Rhetoriker)
Michael Thiele (* 8. September 1947 in Münster) ist ein deutscher Rhetoriker und Sprecherzieher. Er ist seit 2006 apl. Professor für religiöse Rhetorik an der Johann-Wolfgang-Goethe-Universität Frankfurt am Main.

## Leben und Wirken
1977 legte er das Staatsexamen für das Lehramt an Gymnasien in den Hauptfächern Deutsch, Philosophie, Pädagogik und Englisch ab und absolvierte im gleichen Jahr das Magisterexamen im Fach Kommunikation/Ästhetik mit dem Schwerpunkt Theaterwissenschaft an der Universität Osnabrück. 1982 wurde er bei Wolfram Hogrebe an der Heinrich-Heine-Universität Düsseldorf mit der Arbeit „Negierte Katharsis. Platon – Aristoteles – Brecht“ promoviert. 2001 habilitierte er sich am Fachbereich Evangelische Theologie der Johann-Wolfgang-Goethe-Universität Frankfurt am Main zum Thema „Geistliche Beredsamkeit. Bausteine religiöser Rhetorik“. Seit 1986 ist er Professor für Rhetorik und Technisches Englisch an der Hochschule Karlsruhe – Technik und Wirtschaft. Außerdem ist er seit 2001 Privatdozent und seit 2006 außerplanmäßiger Professor für religiöse Rhetorik an der Johann-wolfgang-Goethe-Universität Frankfurt am Main.
Gastprofessuren und -vorträge führten ihn unter anderem an die Ain Shams-Universität in Kairo und die Universität Bologna, Sede di Forlì.
Seine außeruniversitären Tätigkeiten umfassen u. a. 1974/75 die Arbeit als Dramaturg an den  Städtischen Bühnen Osnabrück. 1976 legte er die Bühnenreifeprüfung für Schauspiel und Musical ab. Von 1987 bis 1989 war er künstlerischer Hauptfachlehrer im Fach Sprechen an der Schauspielabteilung der Folkwang-Hochschule Essen. Michael Thiele ist außerdem als Sprecherzieher (DGSS) tätig und gibt Rhetorikseminare.
Michael Thiele ist verheiratet und hat zwei Kinder.

## Schriften
- Negierte Katharsis. Platon – Aristoteles – Brecht. Frankfurt am Main, Bern, New York, Paris 1991, ISBN 3-8204-9054-X.
- Durchgänge. Bausteine religiöser Rhetorik. Norderstedt 2003, ISBN 3-8334-0138-9.
- Geistliche Beredsamkeit. Reflexionen zur Predigtkunst. Stuttgart 2004, ISBN 3-17-018352-4.
- Führen & Streiten. 2. Auflage. Regensburg 2005, ISBN 3-922757-70-7.
- Körpersprechen. Atem, Stimme, Gesundheit, Biebelsheim 2008, ISBN 978-3-932977-09-1.
- Öffentliche Rede im kirchlichen Raum. Regensburg 2008, ISBN 978-3-8461-1000-3.
- Predigt als wahre Rede. Regensburg 2009, ISBN 978-3-8461-1002-7.
- Sprechen & Reden. Theorie und Praxis sprachlicher Ausdrucksformen. In Verbindung mit Gerhild Bernard, Thomas Reschke, Waltraud Schlingplässer-Gruber und Beate Schneider. Marburg 2010, ISBN 978-3-8288-2357-0.